# Katharina Boll-Dornberger
Katharina Boll-Dornberger (também conhecida como Käte Dornberger-Schiff; Viena, 2 de novembro de 1909 – 27 de julho de 1981) foi uma física e cristalografista autro-alemã.
É conhecida por seu trabalho sobre estruturas ordem-desordem.

## Vida
Katharina Boll-Dornberger nasceu em Viena em 1909, filha do professor universitário Walter Karl e Alice Friederike Schiff. Estudou física e matemática em Viena e Göttingen. Obteve um doutorado orientada por Victor Moritz Goldschmidt em 1934. Em 1937 emigrou para a Inglaterra. Na Inglaterra trabalhou com John Desmond Bernal, Nevill Francis Mott e Dorothy Crowfoot Hodgkin. Casou com Paul Dornberger em 1939. Seus filhos nasceram em 1943 e 1946. Em 1946 retornou com sua família para a Alemanha. Inicialmente lecionou física e matemática na Bauhaus-Universität Weimar. Foi então para Berlim Leste. A partir de 1948 foi chefe de um departamento no Instituto de Biofísica da Academia de Ciências da Alemanha Oriental. Em 1952 casou com Ludwig Boll. Em 1956 foi professora da Universidade Humboldt de Berlim. Morreu em 1981 em Berlin.
Uma rua em Berlim leva seu nome.